# Nelson Villagra
Eddie Nelson Villagra Garrido (El Carmen, Regió de Ñuble; 9 d'agost de 1937) és un reconegut actor xilè amb més de 50 anys de trajectòria. És germà del també actor Pedro Villagra.
El seu paper més recordat és el de Jorge del Carmen Valenzuela Torres, a la pel·lícula El Chacal de Nahueltoro de Miguel Littín, filmada el 1969.

## Biografia

### Primers anys de vida
Va estudiar teatre en la Universitat de Xile, de la qual va diplomar en 1958. Juntament amb altres joves actors va crear el Teatre experimental de Chillán i en 1958 va ser contractat pel Teatro de la Universitat de Concepción, que començava a professionalitzar-se en aquests dies.

### Vida artística
La seva primera aparició en la pantalla gran va ser en la pel·lícula Regreso al silencio de Naum Kramarenco en 1967, després vindria Tres tristes tigres, primer llargmetratge de Raúl Ruiz, rodada el 1968. Li seguiria El Chacal de Nahueltoro de Miguel Littín, amb qui filmaria en més d'una ocasió.
En 1969 va participar en el paper d'un sergent estatunidenc en l'obra de teatre del ITUCH Viet Rock, dirigit per Víctor Jara, amb coreografia de Joan Turner i arranjaments musicals de Luis Advis.
Fou partidari del govern de Salvador Allende, període en el que gravà la pel·lícula La tierra prometida (1972), que relata l'experiència dels pagesos durant la República socialista xilena de 1932. Producte de la seva simpatia amb el govern d'Allende, degué fugir a l'exili després de produït el cop militar de l'11 de setembre de 1973, radicant-se a Cuba, on va treballar amb els directors cubans Humberto Solás a Cantata de Chile (1975) i Tomás Gutiérrez Alea a La última cena (1976). El 1979 va encarnar a un torturador a la pel·lícula De försvunna de Sergio Castilla, pel que va obtenir el premio al Millor Actor al Festival Internacional de Cinema de Sant Sebastià 1979.
Després de retornar a Xile, va treballar en diverses produccions nacionals, Amnesia, de Gonzalo Justiniano, i en telenovel·les de Canal 13. En l'actualitat resideix al Canadà, però sovint viatja a Xile per a participar en alguna producció (com per exemple, Reserva de familia, de TVN, en 2012) o visitar la ciutat de Chillán.
En 2016 rep la Medalla a la Trajectòria pels 75 anys del Teatre Experimental de la Universitat de Xile.

## Vida personal
La seva esposa és l'actriu de teatre i escriptora, Begoña Zabala y Aguirre, amb qui viu en Mont-real fa 26 anys. Té quatre fills de les seves anteriors relacions. I cinc altres més. Va estar casat anteriorment (1960) amb l'actriu xilena Shenda Román, de qui es va separar durant l'exili, amb ella va tenir 3 fills.

## Filmografia
| Pel·lícules | Pel·lícules                                             | Pel·lícules                           | Pel·lícules                    |
| Any         | Títol                                                   | Rol                                   | Director                       |
| ----------- | ------------------------------------------------------- | ------------------------------------- | ------------------------------ |
| 1967        | Regreso al silencio                                     | Detective Rodríguez                   | Naum Kramarenco                |
| 1968        | Tres tristes tigres                                     | Tito                                  | Raúl Ruiz                      |
| 1969        | El Chacal de Nahueltoro                                 | Jorge del Carmen "el chacal"          | Miguel Littín                  |
| 1970        | La colonia penal                                        |                                       | Raúl Ruiz                      |
| 1971        | Los testigos                                            |                                       | Charles Elsesser               |
| 1971        | Nadie dijo nada                                         | Tony Ventura "El Diablo"              | Raúl Ruiz                      |
| 1972        | La Tierra Prometida                                     | José Durán                            | Miguel Littín                  |
| 1975        | La cantata de Chile                                     | Ruiz                                  | Humberto Solás                 |
| 1976        | La última cena                                          | Conde                                 | Tomás Gutiérrez Alea           |
| 1978        | La rosa de los vientos                                  |                                       | Michael New                    |
| 1978        | El recurso del método                                   | El primer magistrat                   | Miguel Littín                  |
| 1979        | Prisioneros desaparecidos Da försvunna (títol original) | torturador                            | Sergio Castilla                |
| 1979        | La viuda de Montiel                                     | Montiel                               | Miguel Littín                  |
| 1981        | Leyenda                                                 |                                       | Jorge Fraga - Rogelio París    |
| 1981        | Polvo rojo                                              |                                       | Jesús Díaz                     |
| 1983        | La rosa de los vientos                                  |                                       | Patricio Guzmán                |
| 1983        | Cecilia                                                 |                                       | Humberto Solás                 |
| 1984        | La segunda hora de Esteban Zayas                        |                                       | Manuel Pérez                   |
| 1984        | El corazón sobre la tierra                              |                                       | Constante Diego                |
| 1985        | Baraguá                                                 | General Arsenio Martínez-Campos Antón | José Massip                    |
| 1988        | Viento de cólera                                        | Andrés Belanzategui                   | Pedro de la Sota               |
| 1990        | Cargo                                                   | Capità                                | François Girard                |
| 1990        | Artikos                                                 |                                       | Renny Barttlet                 |
| 1992        | La Sarrasine                                            | Celi                                  | Paul Tana                      |
| 1994        | Amnesia                                                 | Capitán Mandiola                      | Gonzalo Justiniano             |
| 1998        | Aventureros del fin del mundo                           | Aventurer                             | Miguel Littín                  |
| 1999        | Cinco marineros y un ataúd verde                        | Foster                                | Miguel Littín                  |
| 1999        | El duelo                                                | Eliazar Pizarro "El huinco"           | Miguel Littín                  |
| 2000        | Tierra del Fuego                                        | Novak                                 | Miguel Littín                  |
| 2002        | Paraíso B                                               | El Jefe                               | Nicolás Acuña                  |
| 2004        | El aspado                                               | Juan "El Picoteao"                    | Patricio Bustamante            |
| 2004        | Tendida, mirando las estrellas                          |                                       | Andrés Racz                    |
| 2006        | Currículum                                              | Augusto López                         | Patricio Valladares            |
| 2008        | El regalo                                               | Francisco                             | Cristián Galaz - Andrea Ogalde |
| 2011        | Pour l'amour de Dieu                                    |                                       | Micheline Lanctôt              |

## Televisió

### Telenovel·les i sèries
| Telenovel·les i Sèries | Telenovel·les i Sèries             | Telenovel·les i Sèries                 | Telenovel·les i Sèries | Telenovel·les i Sèries                 |
| Any                    | Títol                              | Rol                                    | Canal                  | Notes                                  |
| ---------------------- | ---------------------------------- | -------------------------------------- | ---------------------- | -------------------------------------- |
| 1966                   | Historia de los lunes              |                                        | Canal 9                | Teleteatre                             |
| 1966                   | Haras, la revoltosa                |                                        | Canal 13               | Sèrie de televisió                     |
| 1968                   | Incomunicados                      |                                        | Canal 13               | Sèrie de televisió                     |
| 1968                   | El loco estero                     |                                        | Canal 13               | Sèrie de televisió                     |
| 1969                   | Tiempo de morir                    | Juan Sayago                            | Canal 13               | Sèrie de televisió                     |
| 1969                   | Don Camilo                         | Don Peppone                            | Canal 9                | Sèrie de televisió                     |
| 1996                   | Turno de oficio: Diez años después | Negro Chaves                           | TVE                    | Sèrie de televisió (2 episodis)        |
| 1998                   | Brigada Escorpión                  | Julio Armijo "El Chino"/Alfonso Ubilla | TVN                    | Sèrie de televisió (2 episodis)        |
| 1999                   | Los Cárcamo                        | Dueño del Mercedes Benz                | Canal 13               | Sèrie de televisió                     |
| 2001                   | Corazón pirata                     | Antonio Torres                         | Canal 13               | Telenovela                             |
| 2001                   | Piel canela                        | Gabriel Vallejos                       | Canal 13               | Telenovela                             |
| 2004                   | Hippie                             | Maximiliano Sierralta                  | Canal 13               | Telenovela                             |
| 2005                   | Los simuladores                    | Director de Colegio                    | Canal 13               | Sèrie de televisió (1 episodi)         |
| 2012                   | Reserva de familia                 | Fernando Ruiz-Tagle                    | TVN                    | Telenovel·la/Adaptació de Gran reserva |